# Estación de Villalba
Villalba, también llamada Villalba de Guadarrama, es una estación de ferrocarril situada en el municipio español de Collado Villalba, en la Comunidad de Madrid. Las instalaciones constituyen un nudo ferroviario de cierta importancia en el que confluyen los trazados Madrid-Hendaya y Villalba-Segovia. La estación también acoge un importante tráfico procedente de las líneas C-8 y C-10 de Cercanías Madrid, así como trenes Regionales y de Media Distancia.

## Situación ferroviaria
La estación que se encuentra a 874,25 metros de altitud forma parte del trazado de las siguientes líneas férreas:
- Línea férrea de ancho ibérico Madrid - Hendaya, punto kilométrico 37,8.[1]
- Línea férrea de ancho ibérico Villalba - Segovia, punto kilométrico 000,000.[1] Esta línea continuaba hasta Medina del Campo pero ese tramo ha sido desmantelado.[1]

También formaba parte de la línea de ferrocarril que unía Villalba con las canteras de granito de Berrocal punto kilométrico cero, cuyas vías se llevantaron en 1956.

## Historia
La estación fue inaugurada el 9 de agosto de 1861 con la puesta en marcha del tramo Madrid–El Escorial de la línea radial Madrid-Hendaya. Su explotación inicial quedó a cargo de la Compañía de los Caminos de Hierro del Norte de España quien también se hizo con la línea Villalba-Segovia en 1888. Sin embargo, con la creación de RENFE Norte fue nacionalizada e integrada en la nueva compañía nacional. Desde el 31 de diciembre de 2004 Renfe Operadora explota la línea mientras que Adif es la titular de las instalaciones ferroviarias.

## La estación

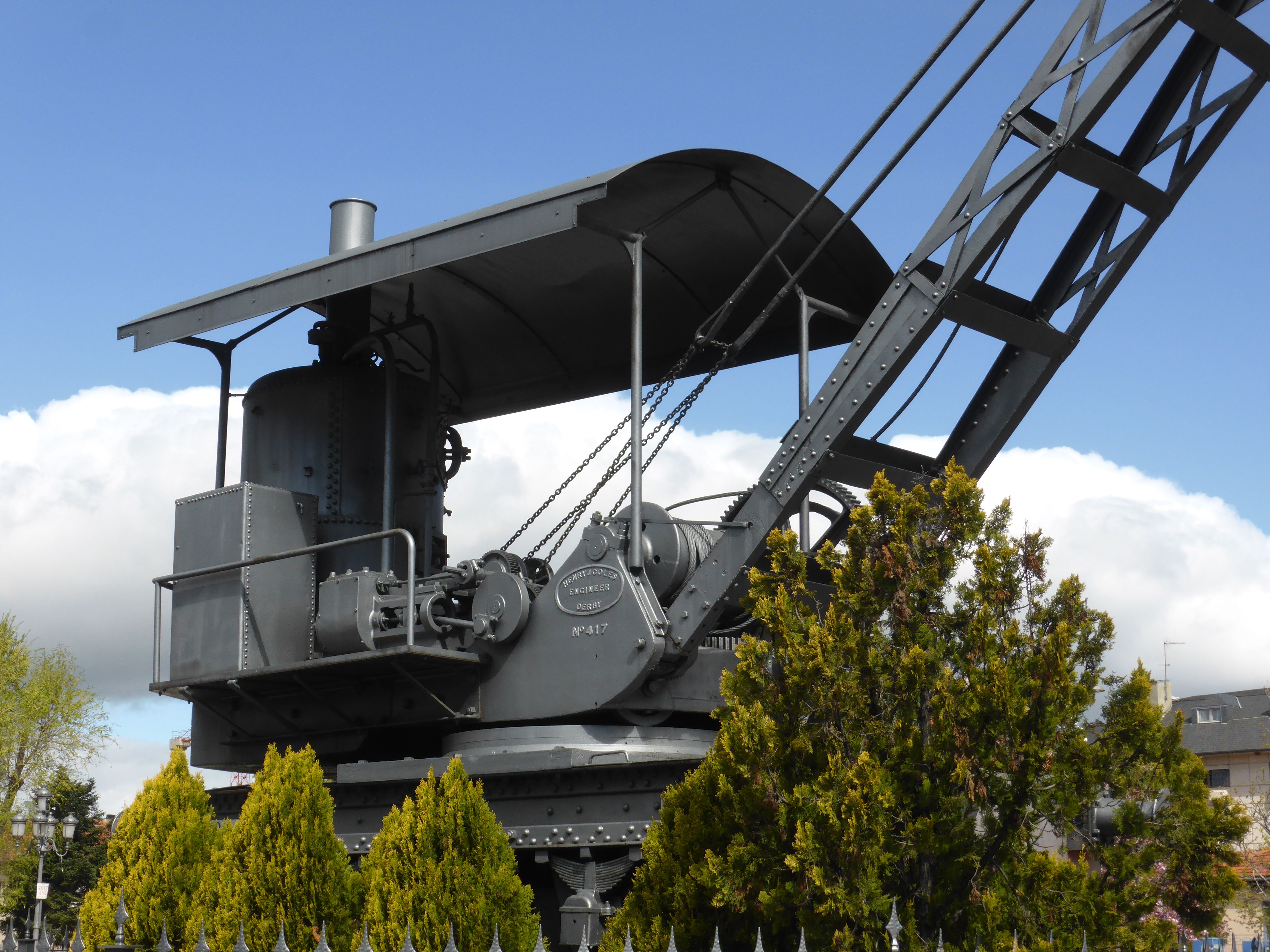
Antigua grúa de vapor, fabricada en Inglaterra por Henry J. Coles.

La estación se encuentra apartada de lo que se considera centro urbano de Collado Villalba, ya que está al otro lado de la A-6 que parte en dos el municipio, y con su construcción se potenció el urbanismo alrededor de la misma creándose un barrio propio de la estación en los años 60. De hecho en la actualidad concentra más población dicho barrio que el casco antiguo de Collado Villalba.
En la década de los 90 la antigua estación de Norte fue derruida y sustituida por un moderno edificio. Solo se conserva una grúa móvil de vapor, matrícula Renfe GM 106, fabricada en Inglaterra por Henry J. Coles, en Derby, hacia el año 1906, que se encuentra a modo de monumento en una plaza situada junto a la estación. El nuevo edificio es una estructura de vidrio, acero y cemento caracterizada por poseer una amplia pasarela que sobrevuela las vías y da acceso a los varios andenes.

## Servicios ferroviarios

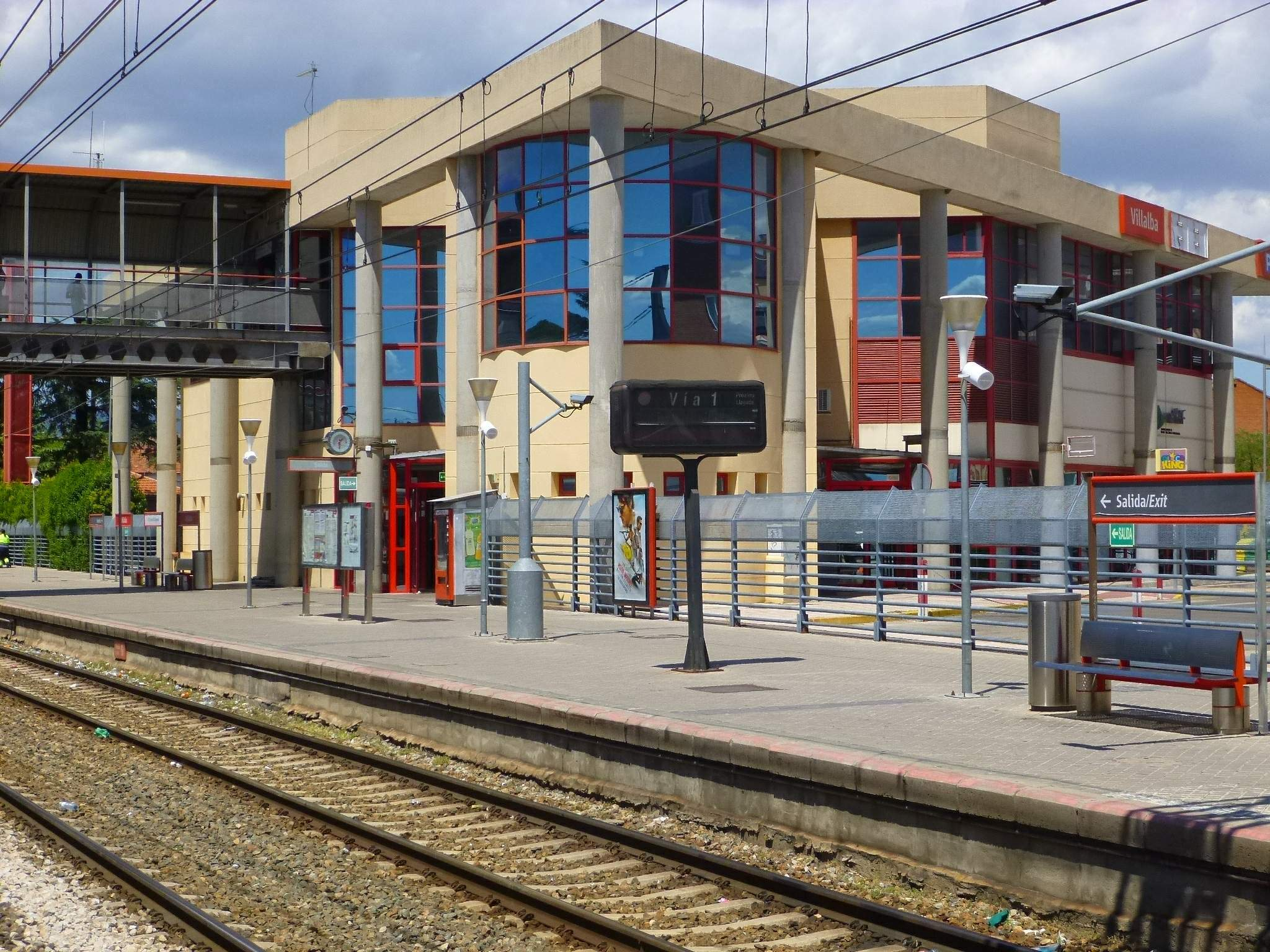
Aspecto de los andenes.

### Media Distancia
En Villalba Renfe presta servicios de Media Distancia gracias a sus trenes MD y regionales. Las conexiones con mayores frecuencias se realizan gracias a estos últimos entre Madrid y Ávila. La conexión con Segovia se ha visto muy mermada desde la apertura del tramo de LAV entre Madrid y Segovia-Guimar.
| Línea MD | Trenes   | Origen/Destino                 |  | Destino/Origen                                               |
| -------- | -------- | ------------------------------ |  | ------------------------------------------------------------ |
| 16       | MD       | Madrid-Príncipe Pío            |  | Ávila Valladolid-Campo Grande Palencia Vitoria San Sebastián |
| 13       | MD       | Madrid-Príncipe Pío            |  | Ávila Salamanca La Alamedilla                                |
| 16       | MD       | Madrid-Príncipe Pío            |  | Ávila Valladolid-Campo Grande Palencia León                  |
| 51       | Regional | Madrid-Atocha Cercanías        |  | Ávila                                                        |
| 53       | Regional | Madrid-Atocha Madrid-Chamartín |  | Segovia                                                      |

### Cercanías
| procedencia/destino                             | < estación   | Línea | Línea | estación >          | destino/procedencia |
| ----------------------------------------------- | ------------ | ----- | ----- | ------------------- | ------------------- |
| Santa María de la Alameda-PeguerinosEl Escorial | San Yago     |       |       | Galapagar-La Navata | Guadalajara         |
| Cercedilla                                      | Los Negrales |       |       | Galapagar-La Navata | Guadalajara         |
| Terminal                                        | Terminal     |       |       | Galapagar-La Navata | Chamartín           |

La estación forma parte de las líneas C-8 y C-10 de la red de Cercanías Madrid siendo el terminal de esta última. Aquí, la línea C-8 se bifurca en dos ramales: uno hacia El Escorial y otro hacia Cercedilla.

## Conexiones

### Autobuses
| Diurnos |                                                                     |                            |                        |
| Línea   | Destino                                                             | Parada                     | Operador               |
| 1       | FF.CC. - Parque Coruña - Villalba Pueblo - Urbanizaciones           | 19320 Real - Est. Villalba | Francisco Larrea, S.A. |
| 2       | FF.CC. - Parque de la Coruña - FF.CC. - Centro Salud - Los Negrales | 19320 Real - Est. Villalba | Francisco Larrea, S.A. |
| 3       | FF.CC. - El Gorronal - Hospital                                     | 19320 Real - Est. Villalba | Francisco Larrea, S.A. |
| 4       | FF.CC. - Parque Coruña - FF.CC. - Villalba Pueblo - Urbanizaciones  | 19320 Real - Est. Villalba | Francisco Larrea, S.A. |
| 6       | FF.CC. - Cantos Altos - Pueblo - Arroyo Arriba                      | 19320 Real - Est. Villalba | Francisco Larrea, S.A. |

| Diurnos |                                  |                            |          |
| Línea   | Destino                          | Parada                     | Operador |
| 720     | Colmenar Viejo (Estación FF.CC.) | 19317 Real - Est. Villalba | Interbus |
| 720     | Collado Villalba                 | 19320 Real - Est. Villalba | Interbus |